# Capela de São Pedro de Balsemão
A pequena Capela de São Pedro de Balsemão, situa-se na freguesia da Sé, concelho de Lamego, na região norte de Portugal. É um dos raros exemplos de arquitetura altomedieval em Portugal, tendo sido um templo visigótico datado do século VI - X, embora apresente elementos barrocos e maneiristas nomeadamente na abside e na Porta Sul, na fachada poente que confina com um edifício residencial posterior.

## História
Cronológicamente, a capela pode localizar-se tanto no período Visigótico (Século VI - VII) como no período de expansão do Reino das Astúrias (Século IX - X)
Nos arredores da capela existia uma villa romana, datada a partir de algumas inscrições terminus augustalis do período de Cláudio nalgumas partes do edifício que mais tarde foram utilizadas como altares.
A construção da capela ocorreu num certo ponto indeterminado da alta Idade Média. Os defensores da cronologia visigótica dos acontecimentos apontam para uma inscrição datada de 588. Outros argumentos, enunciados por Lampérez y Romea, apontam para o arco triunfal e a planta basílica que foi adaptada, apontando para a hipótese de origem visigótica. Esta ideia de uma igreja dos séculos VI a VII ganhou a adesão imediata e foi repetida por outros autores, como Schlunk, Fernando de Almeida e Hauschild.
No entanto, ao decorrer dos últimos anos, a hipótese de que a igreja foi construída no século IX ou início do século X começou a ganhar popularidade: Primeiro, por Joaquim de Vasconcelos, que utilizou a igreja de São Pedro de Lourosa (datada de 912) como comparação, mas depois pelos estudiosos Real, Ferreira de Almeida, Barroca e Teixeira, além de outros. No século VI Balsemão era já, no entanto, uma freguesia eclesiástica.
No fim do século X, com o repovoamento da zona, a igreja foi renovada. Não existem, no entanto, registos que aprofundam no tipo de renovações que sucederam, mas existem indícios de que se tratou de uma manutenção geral da estrutura existente. Já no século XIII, durante a Inquisição, a área foi colocada nos registos, estabelecendo a existência do santuário.

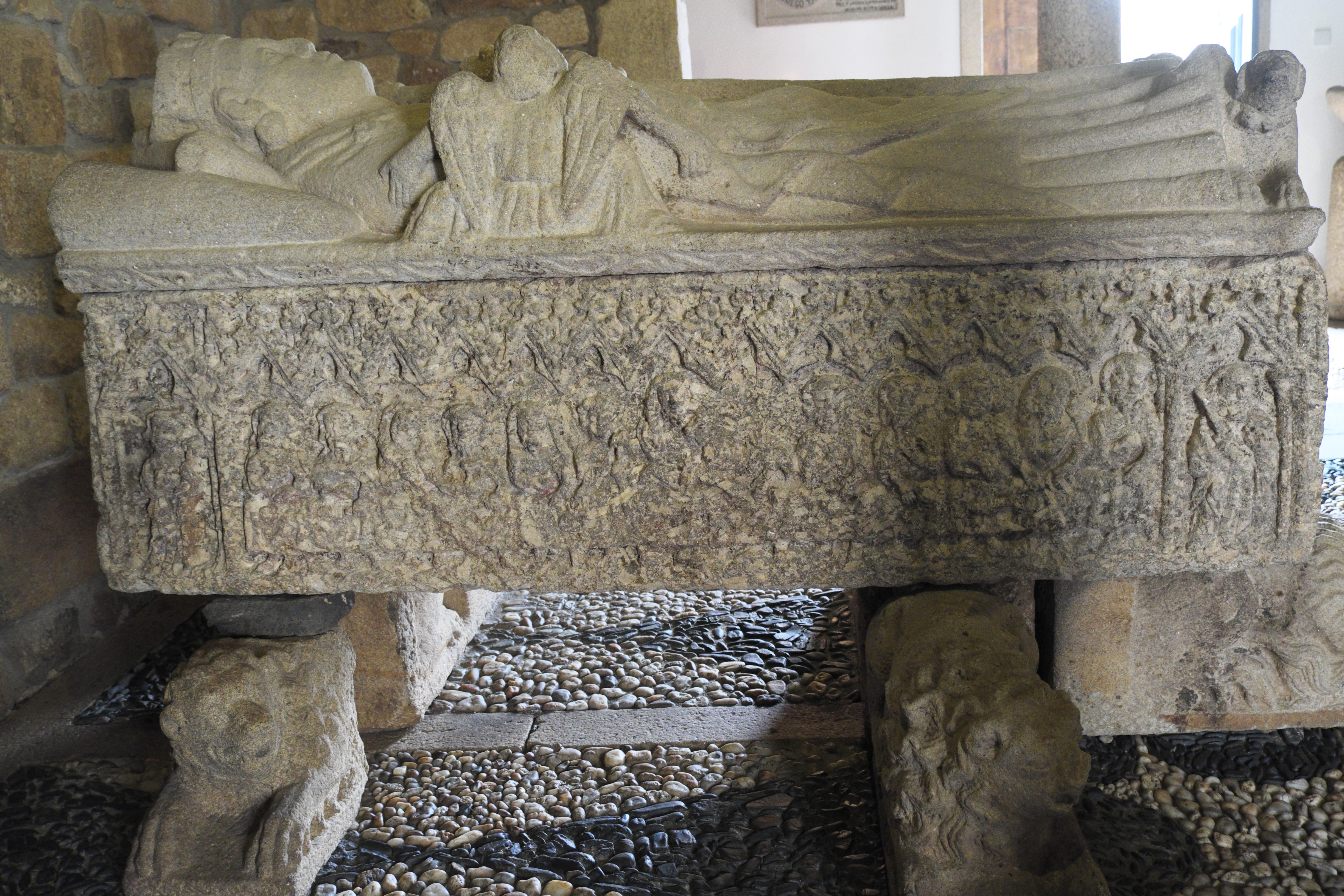
O sarcófago de D. Afonso Pires, antigo Bispo do Porto.

Em 1562 foi construído o altar em nome de Santa Maria, sob a direção do chefe da Quinta da Régua, D. Afonso Pires. No início da Idade Média a igreja foi sede do Bispo do Porto D. Afonso Pires, sendo este sepultado na própria igreja, num túmulo gótico sustentado por esculturas que representam o Calvário. A partir daí, igreja foi extremamente modificada:
Além do sarcófago, hoje situado na nave principal, ocorreram também outras pequenas modificações, das quais não sobra quase nada e que (em 1643) foram integradas no edifício oir Luís Pinto de Sousa. O novo proprietário foi também responsável por restaurar e integrar os estilos do palacete adjacente à capela, ampliando a escadaria e fixando motivos heráldicos na fachada principal. Também reconstruiu o edifício, convertendo o exterior da capela medieval num edifício do século XVII.
Já no século XVIII a capela começou a servir de cofre familiar. Foi restaurada a meio do século XX. 
Foi a 14 de Setembro de 1981 que a propriedade foi transferida para as mãos do IPPAR Instituto Português do Património Arquitectónico, precursor do IGESPAR Instituto de Gestão do Património Arquitectónico e Arqueológico.

## Arquitetura e Iconografia

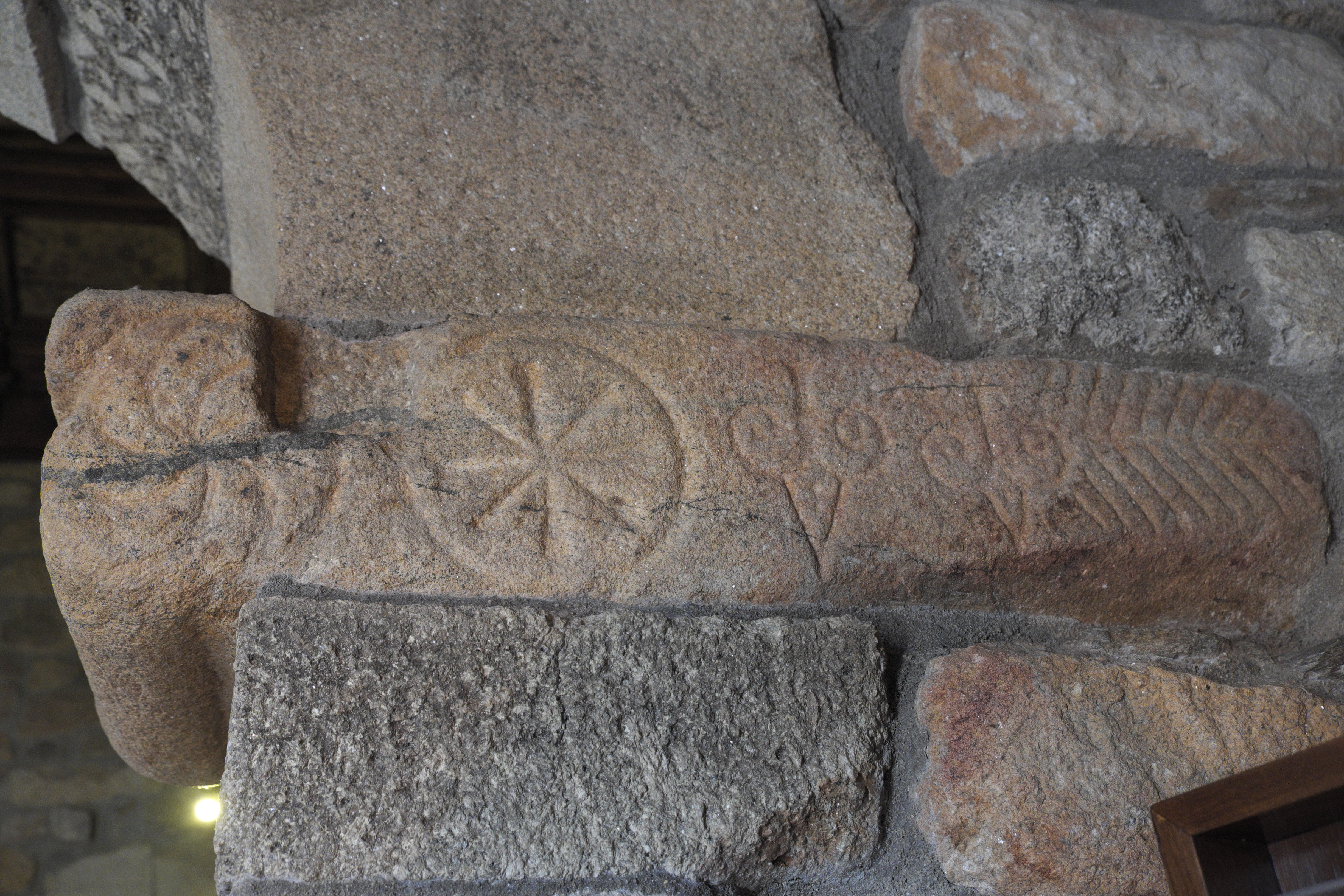
Imposta ornamentada com motivos geométricos.

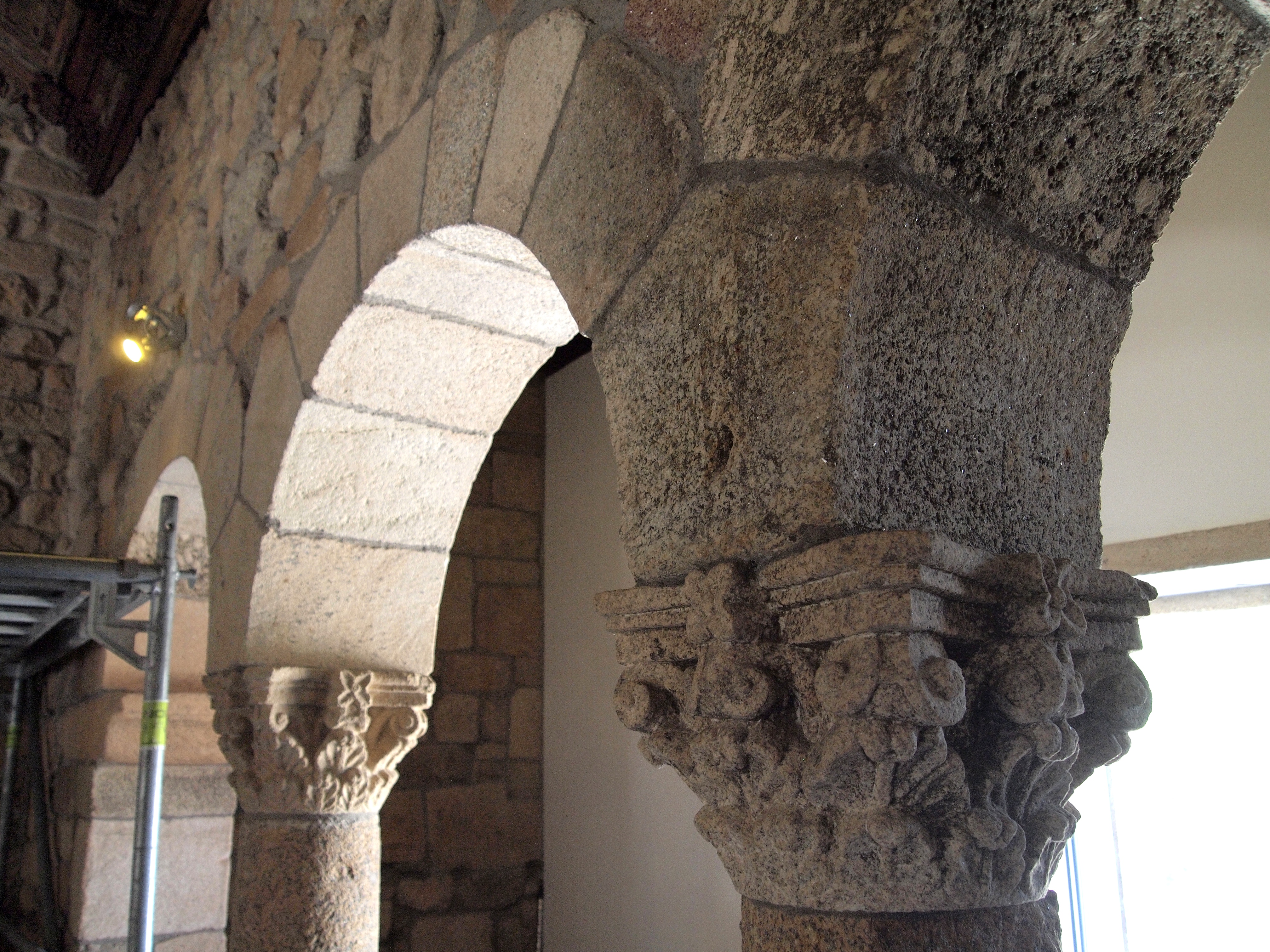
O pilares ornamentados que dividem a abside.

A capela situa-se na Rua Cardoso Avelino e no Largo do Desterro, acessando-se pela Rua da Calçada, a cerca de 3,2 quilómetros da estrada municipal que serpenteia ao longo do rio (antes da ponte da vila). É uma zona rural, num pequeno aterro, parcialmente sustentado pelo antigo convento e pelo Solar dos Pintos. Separa-se da estrada principal através de um pátio e uma elevação semi-circular.
A capela é de planta regular basilical , com volumes articulados revestidos de mosaicos. A entrada faz-se pela entrada lateral do corpo de três naves, ladeado por pilastras quadradas, encimadas por uma pequena torre sineira sobre a porta. À esquerda, o anexo menor é na verdade o altar e retábulo da capela, ligeiramente recuado em relação à entrada, enquanto à direita desta estrutura está o Solar dos Pintos: edifício de dois andares com um pórtico maciço, encimado por duas janelas visíveis. Acima da entrada principal da capela encontram-se três brasões, inseridos em lajes quadradas de granito, e duas inscrições românicas (à direita do portal), sendo todo o conjunto decorado com cornijas.
Os elementos sobreviventes da estrutura original constituem a disposição geral do interior: três naves separadas por três arcos em semi-ferradura sobre capitéis coríntios romanos reutilizados e a abside formada por uma única capela retangular. Os diversos elementos decorativos de natureza geométrica são originais, constituindo o maior conjunto deste tipo de elementos decorativos altomedievais da península ibérica. O interior encontra-se dividido em três tramos que, por sua vez, são sustentados por três arcos, sustentados por colunas cilíndricas coroadas com capitéis polimórficos. Um arco triunfal integrado na parede separa a capela do altar-mor, enquanto o telhado é suportado por vigas de madeira. O altar-mor é decorado com um retábulo revestido de talha dourada, com imagem de São Pedro sobre o altar. As naves de cada lado do altar-mor são decoradas com capelas também em talha dourada. Também podemos observar as aras romanas reutilizadas no interior do edifício.

## Galeria

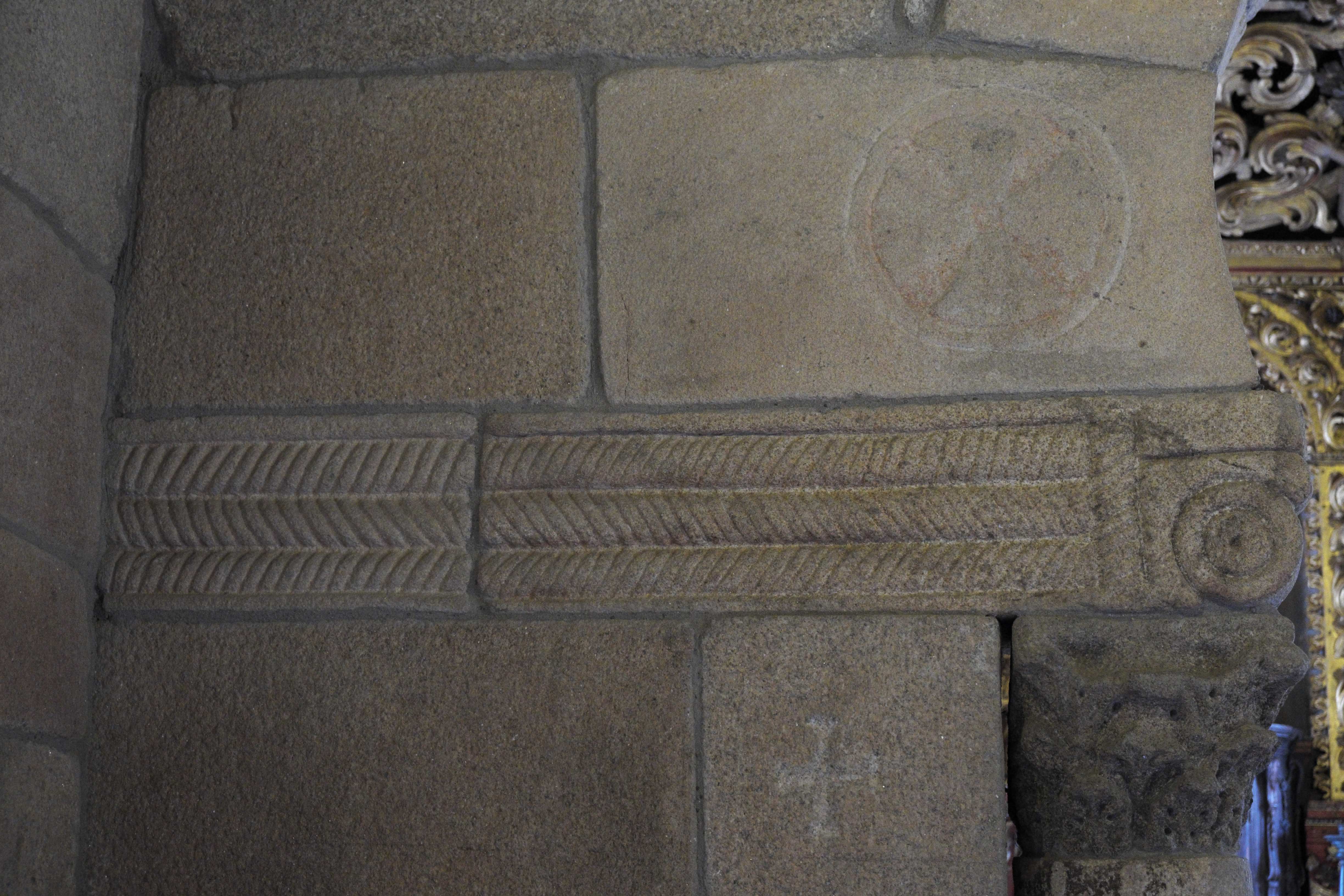
Imposta com friso geométrico
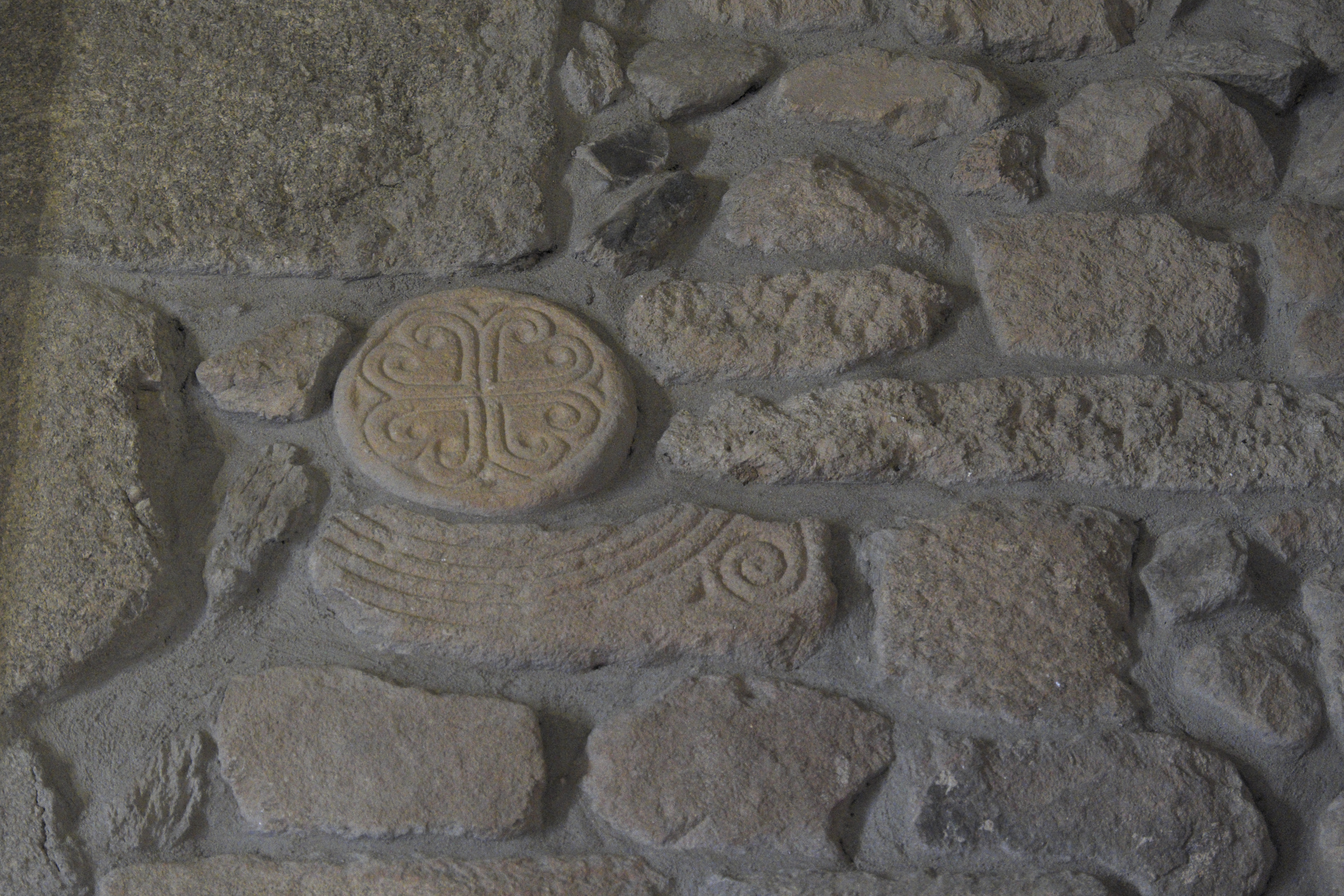
Restos de relevos originais
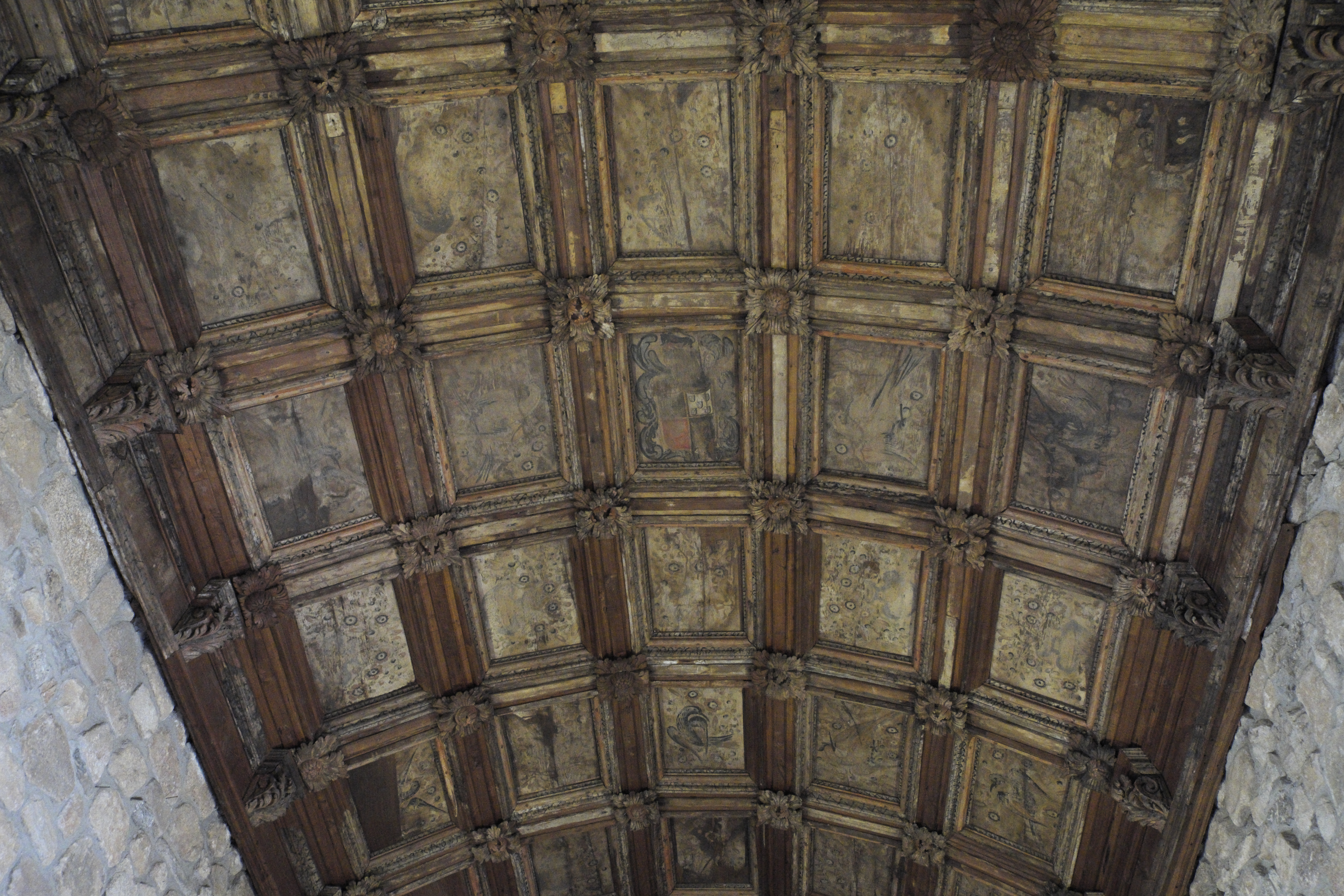
Teto decorado, segmentado em quadrias pintadas
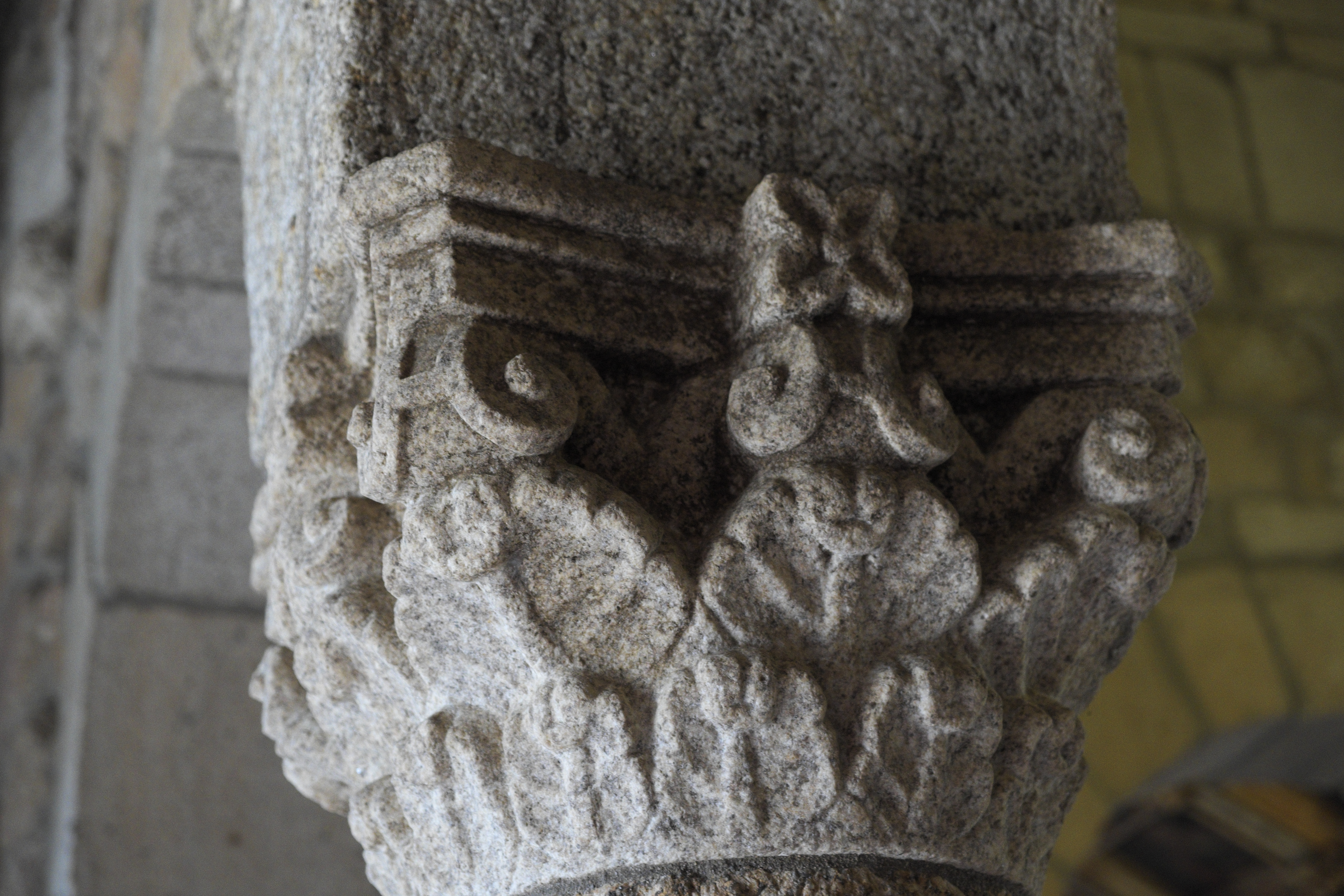
Promenor de capitel Coríntio
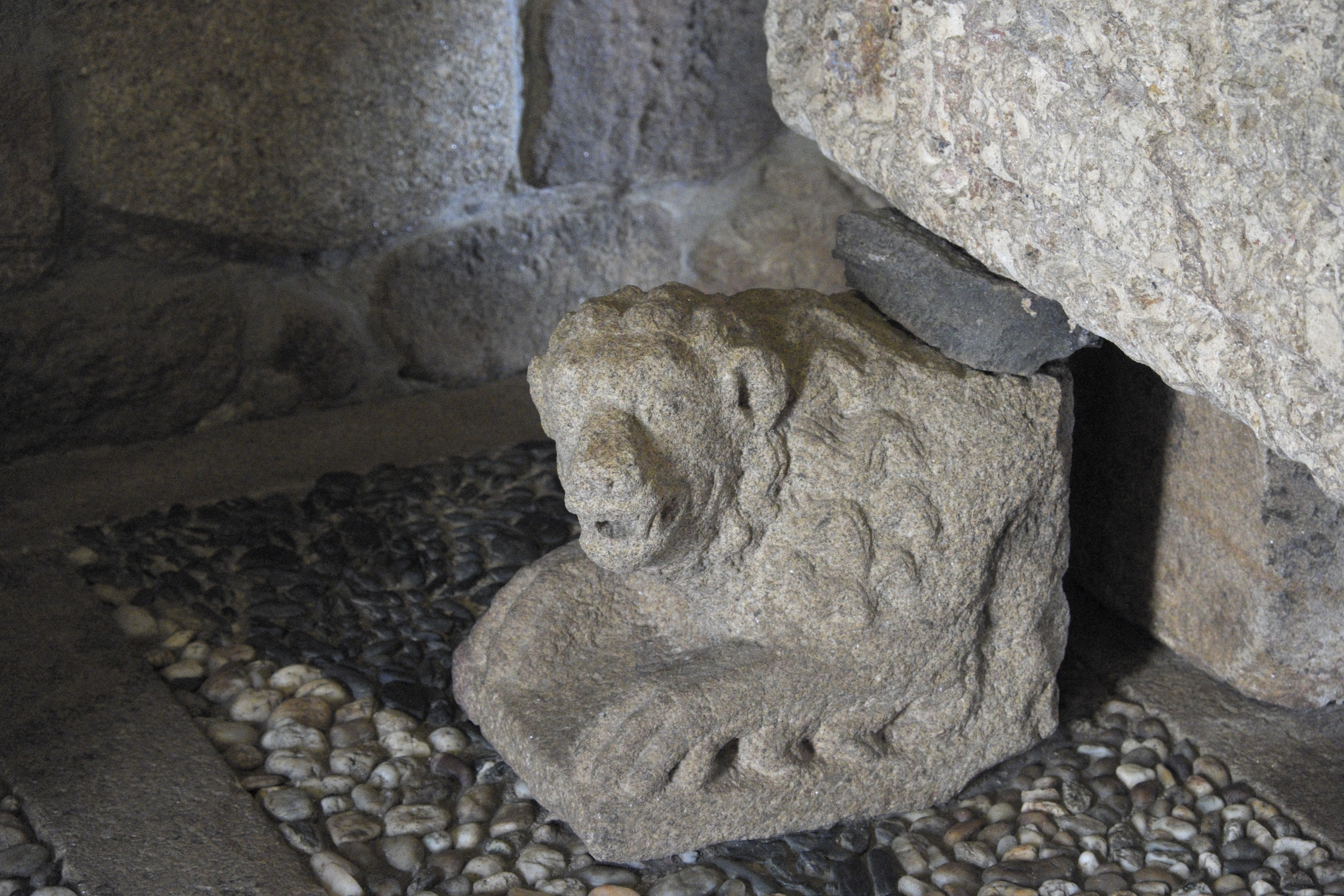
Detalhe das esculturas que representam Calvário, suportando o túmulo de D. Afonso Pires
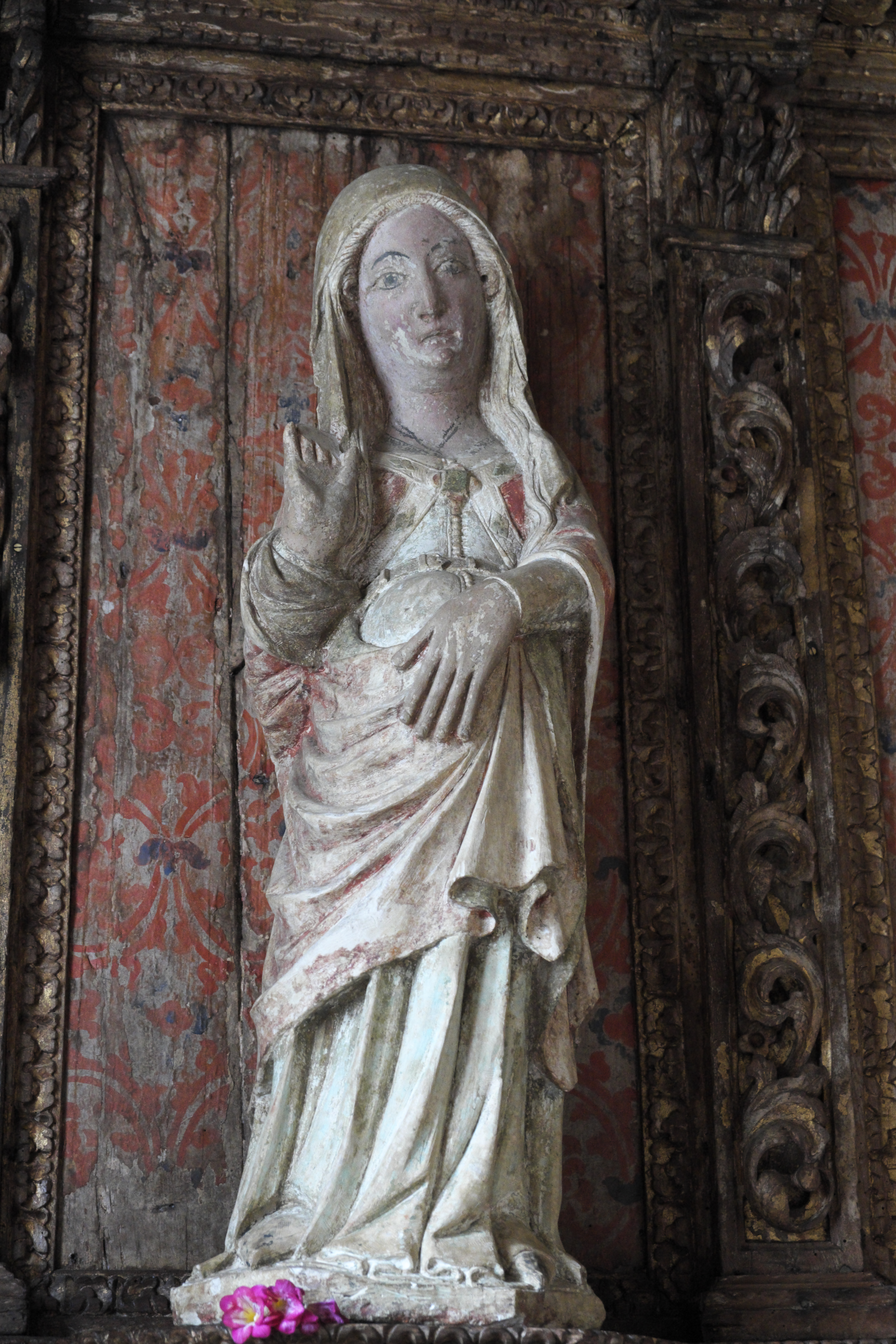
Estátua no altar dedicado a Santa Maria
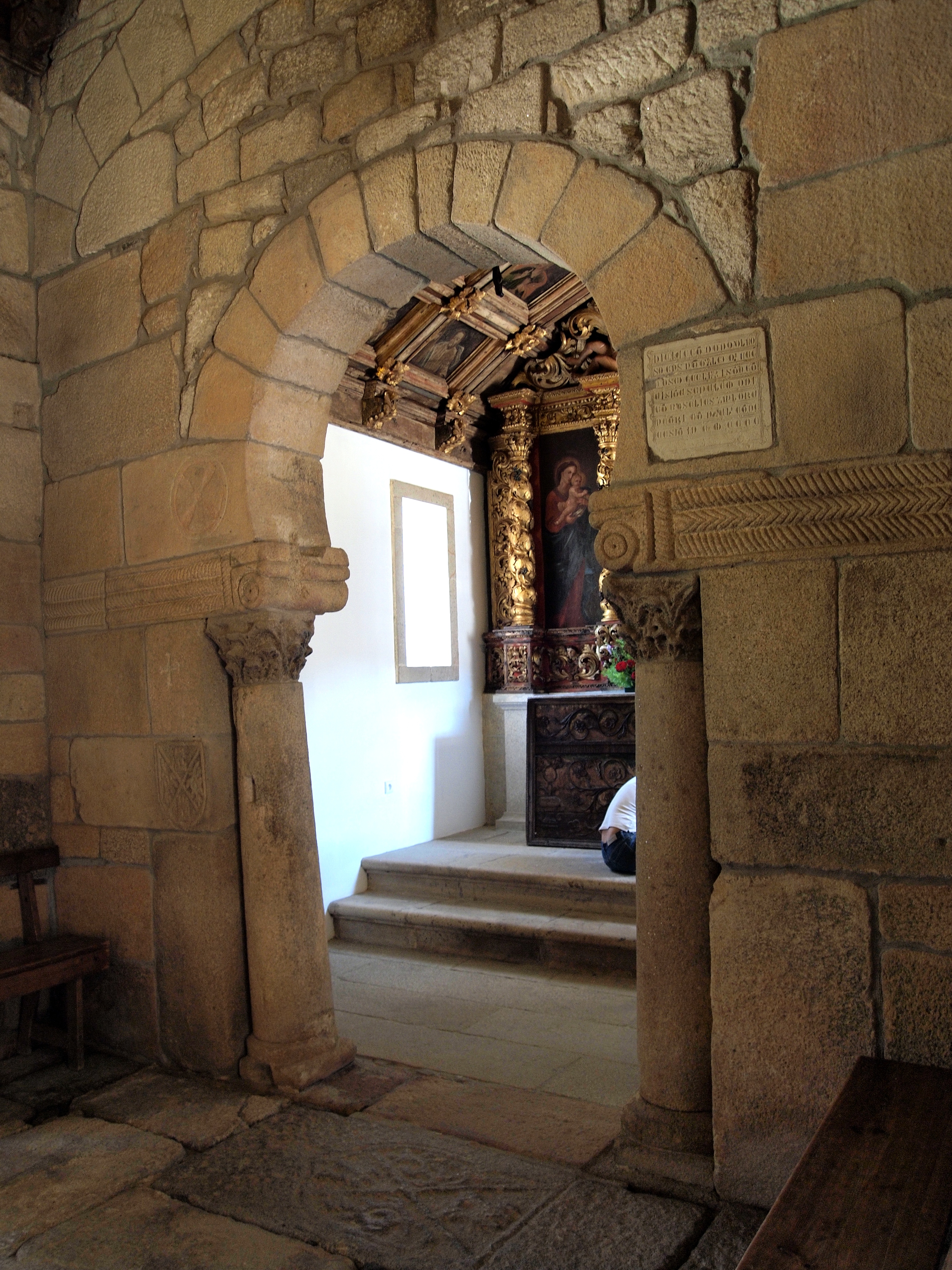
Visão do arco que dá acesso à capela adjacente
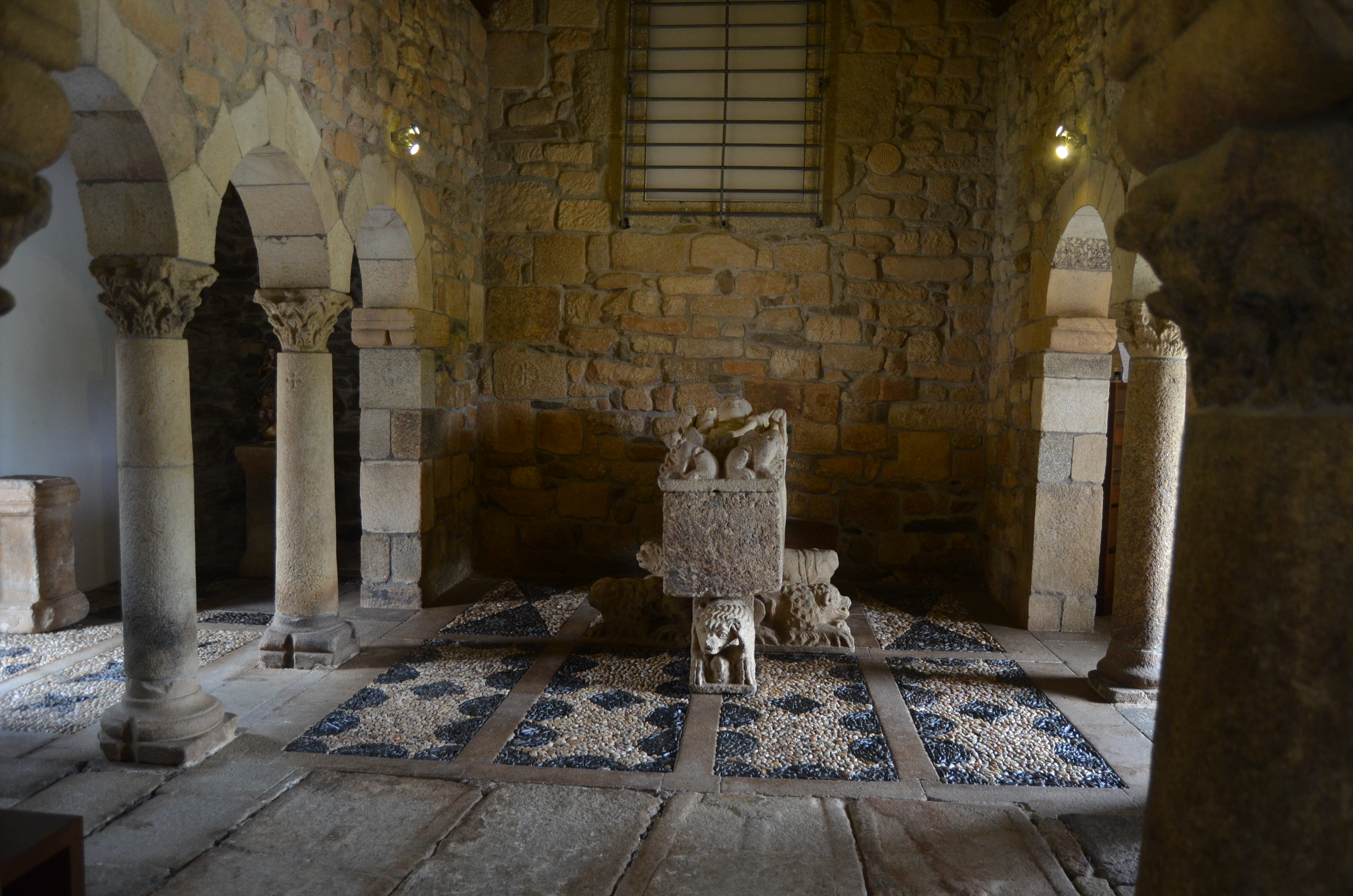
Interior de São Pedro de Balsemão